# Neslia
Neslia là chi thực vật có hoa trong họ Cải.